# Oosterse raket
Oosterse raket (Sisymbrium orientale) is een eenjarige plant, die behoort tot de kruisbloemenfamilie (Brassicaceae).

## Determinatie
De plant wordt 20–100 cm hoog en heeft rechte, van boven vertakte stengels. De stengel is bezet met zachte haren. De plant heeft veerspletig, zacht behaarde bladeren met tot drie bladslippen en een spiesvormige top. De rozetbladeren zijn 3–8 cm lang en 2–4 cm breed. De stengelbladeren zijn gesteeld en gaaf of met een paar lijnlancetvormige slippen.
De plant bloeit van mei tot in juli. De bloeiwijze is een tot 20 cm lange tros met 15–25, bleekgele, 6–9 mm grote bloemen. De vier rechtopstaande, niet gehoornde kelkbladen zijn 3,5–5,5 mm lang en 1–2 mm breed. De kroonbladen zijn 8–10 mm lang en 2,5–4 mm breed. De zes meeldraden hebben een geelachtige, 5–8 mm lange helmdraad en een langwerpig tot eivormig, 1–1,8 mm lang helmhokje. De stijl is 1–3 mm lang en heeft een tweelobbige stempel. Het vruchtbeginsel heeft 80–100 zaadknoppen. De jonge vruchten steken boven de bloemen uit.
De afstaande vrucht is een 5–10 cm lange en 4–7 mm brede, overal even dikke hauw met een 4–7 mm lange steel. In de hauw zitten ellipsoïde zaden. De zaden zijn 1–1,5 mm lang en hebben een doorsnede van 0,7–0,9 mm.
Het aantal chromosomen is 2n = 14.

## Ecologie
De soort komt voor op droge, eutrofe tot meso-oligotrofe, kalkhoudende zandgrond en stenige plaatsen op braakliggende terreinen, ruigten, in stedelijke gebieden, langs spoorwegen en bermen. 

## Verspreiding
Het oorspronkelijke verspreidingsgebied van oosterse raket omvat het Middellandse Zeegebied, Zuidoost-Europa, Noord-Afrika en Zuidwest-Azië maar is vandaar uit verspreid naar Noord-Amerika, Australië en West-Europa. In de negentiende eeuw is de soort ook in Nederland ingeburgerd. De soort staat op de Nederlandse Rode lijst van planten als een soort die in Nederland vrij zeldzaam en stabiel of toegenomen is.

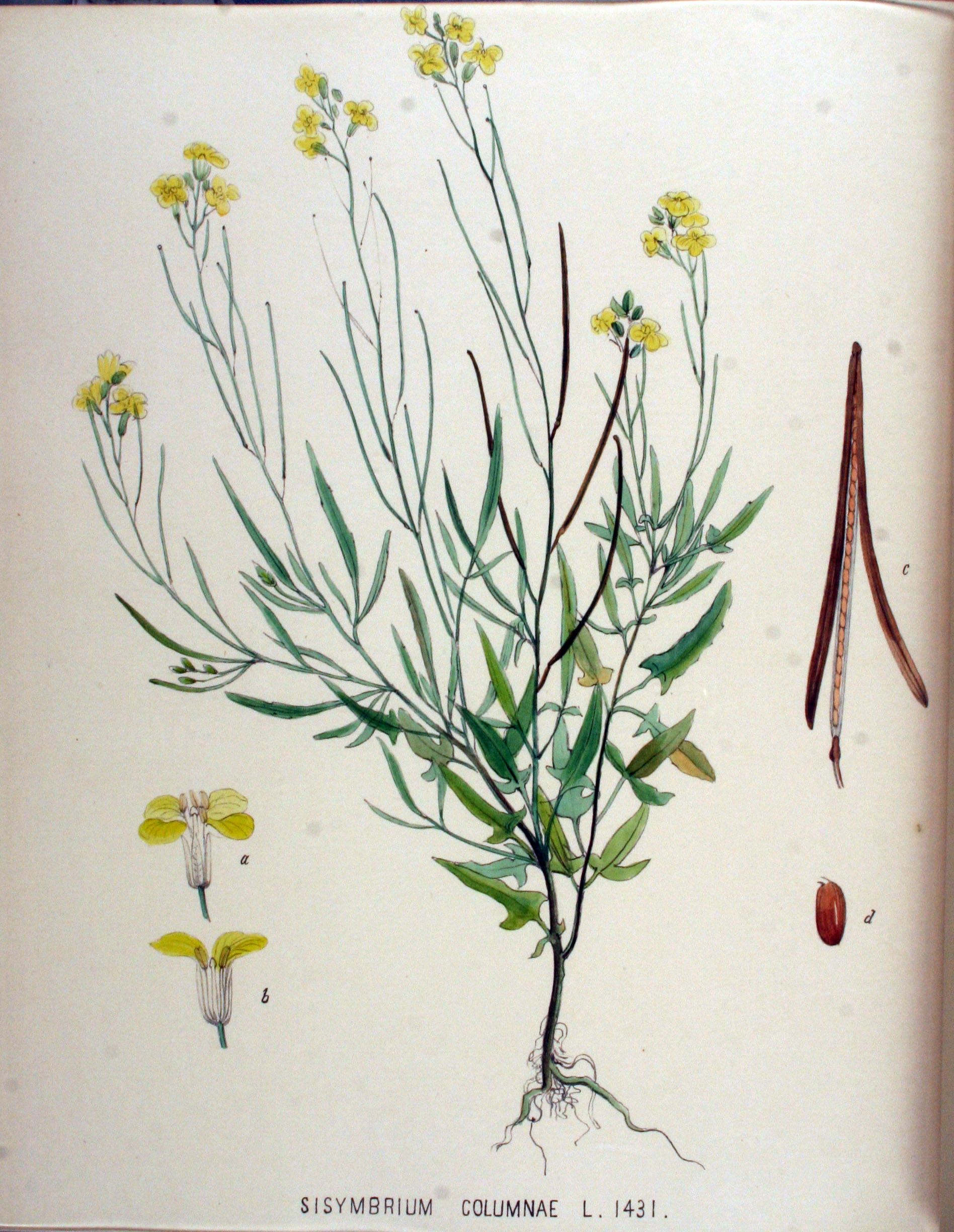
Flora Batava
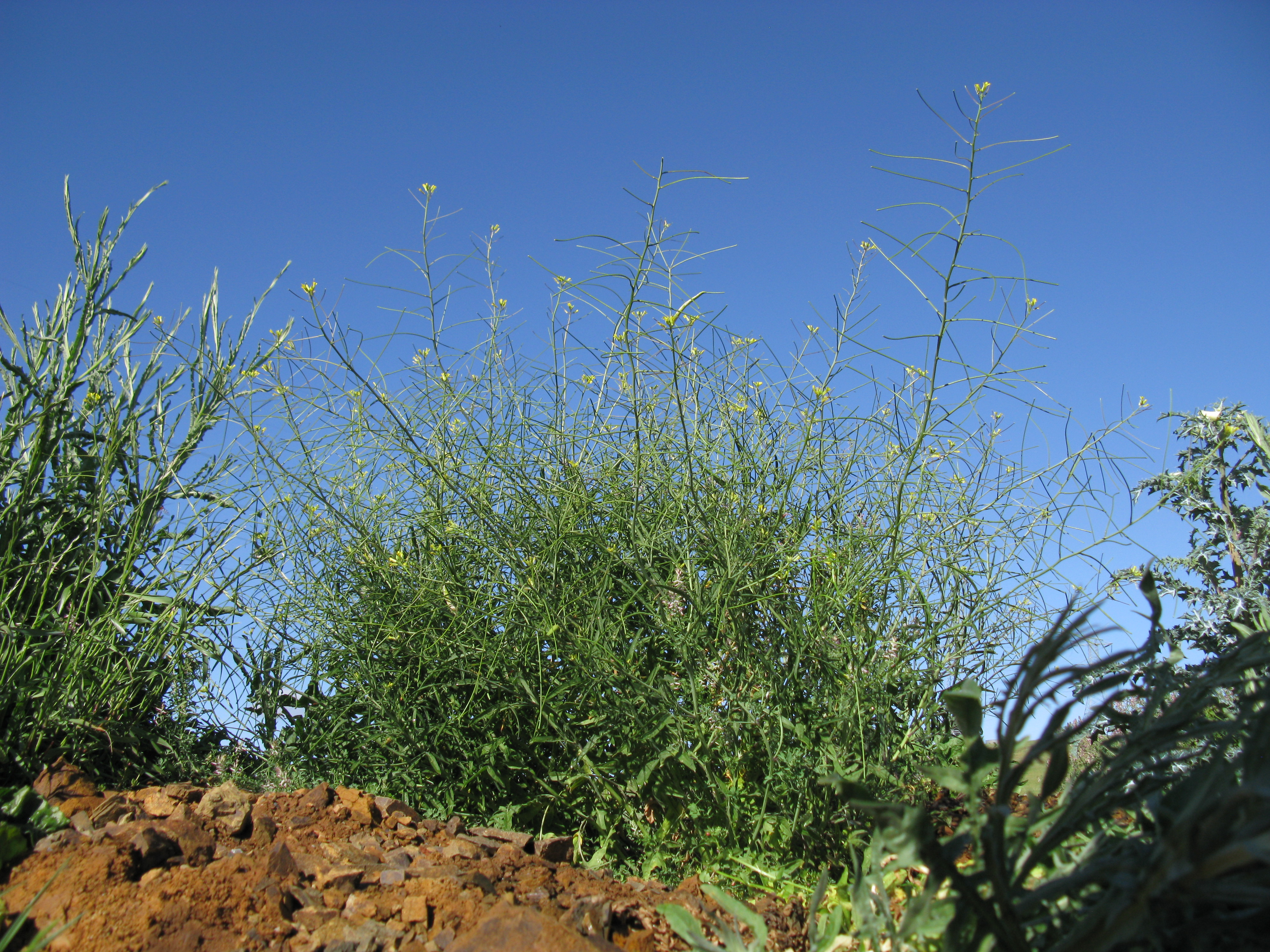
Bijna uitgebloeide plant
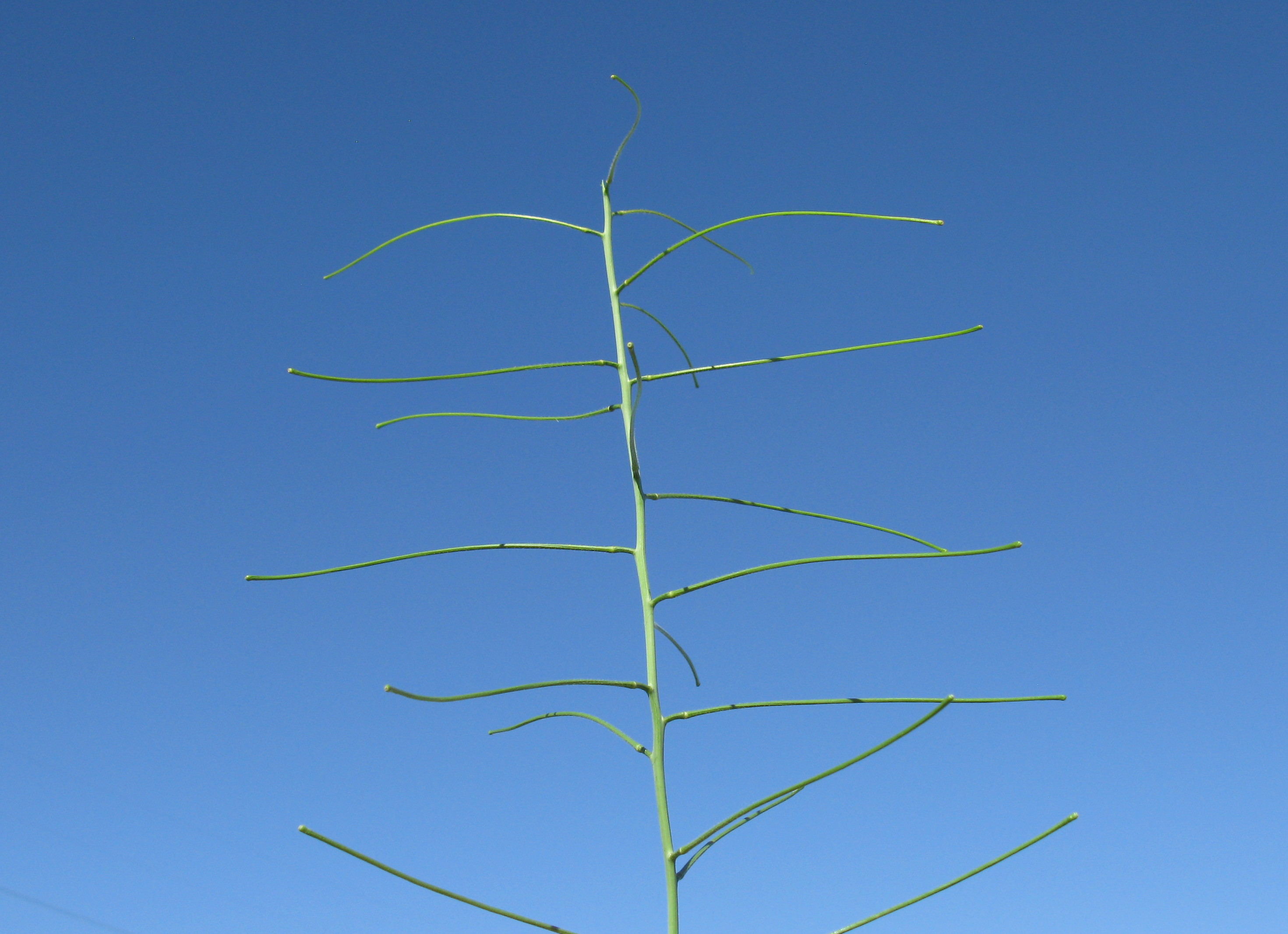
Hauwen